# موریس ژار
موریس ژار (به فرانسوی: Maurice-Alexis Jarre) (زاده ۱۳ سپتامبر ۱۹۲۴ – درگذشته ۲۹ مارس ۲۰۰۹) آهنگ‌ساز و رهبر ارکستر فرانسوی بود. وی برنده سه جایزه اسکار در بخش بهترین موسیقی فیلم شده‌است. موریس ژار پدر ژان میشل ژار آهنگساز شهیر فرانسوی و یکی از پیشتازان موسیقی الکترونیک است.

## زندگی‌نامه
این آهنگساز فرانسوی در سال ۱۹۵۲ نخستین موسیقی فیلم را برای ژرژ فرانجی برای فیلم کوتاه «هتل معلولان» ساخت. موریس ژار در دهه شصت میلادی در آمریکا اقامت گزید. او به‌عنوان یکی از آهنگسازان مشهور هالیوود شناخته می‌شود. اگرچه او برای چندین کنسرت آهنگ ساخته‌است ولی شهرت بیشتر او بخاطر موسیقی فیلم‌های موفقی چون لورنس عربستان (فیلم) (۱۹۶۲)، دکتر ژیواگو (۱۹۶۵)، گذرگاهی به هند (۱۹۸۴) می‌باشد، که هر سه برنده جایزه اسکار شده‌اند. از دیگر آثار مشهور او موسیقی فیلم‌های محمد رسول‌الله و عمر مختار (۱۹۸۱) می‌باشند. وی بیش از صد و پنجاه موسیقی فیلم برای کارگردانان مشهوری مانند جان فرانکن هایمر، آلفرد هیچکاک، جان هیوستون، دیوید لین، لوچینو ویسکونتی و پیتر ویر ساخت. وی پدر ژان میشل ژار آهنگساز معروف سبک الکترونیک است. وی در سال ۲۰۰۶ و در پنجاهمین سال فعالیت خود کنسرتی را با پسر خود ژان میشل ژار در شهر مادری خود لیون فرانسه برگزار کرد و در آن مشهورترین آهنگ‌های خود را نواخت. ژار در ۲۹ مارس ۲۰۰۹ بر اثر بیماری سرطان در لس آنجلس درگذشت.

## بخشی از فیلمشناسی
| سال           | عنوان                                                                 | یادداشت |
| ------------- | --------------------------------------------------------------------- | --- |
| ۱۹۵۸          | Head Against the Wall                                                 | |
| ۱۹۵۹          | چشمان بدون صورت                                                       | |
| ۱۹۶۰          | Crack in the Mirror                                                   | |
| ۱۹۶۲          | لورنس عربستان                                                         | جایزه اسکار بهترین موسیقی فیلم نامزدی - جایزه گلدن گلوب بهترین موسیقی                                               |
| ۱۹۶۲          | طولانی‌ترین روز                                                        | |
| ۱۹۶۳          | یکشنبه‌ها و سیبل                                                       | نامزدی - جایزه اسکار برای بهترین موسیقی، Scoring of Music, اقتباس یا Treatment                                      |
| ۱۹۶۳          | ژودکس (فیلم ۱۹۶۳)                                                     | |
| ۱۹۶۳          | A King Without Distraction                                            | |
| ۱۹۶۴          | اسب کهر را بنگر                                                       | |
| ۱۹۶۴          | ترن                                                                   | |
| ۱۹۶۵          | گردآورنده                                                             | |
| ۱۹۶۵          | دکتر ژیواگو                                                           | جایزه اسکار بهترین موسیقی فیلم جایزه گلدن گلوب بهترین موسیقی جایزه گرمی برای بهترین موسیقی متن برای رسانه‌های تصویری |
| ۱۹۶۶          | آیا پاریس در حال سوختن است؟                                           | نامزدی - جایزه گلدن گلوب بهترین موسیقی                                                                              |
| ۱۹۶۶          | گامبی                                                                 | |
| ۱۹۶۶          | جایزه بزرگ                                                            | |
| ۱۹۶۶          | حرفه‌ای‌ها                                                              | |
| ۱۹۶۷          | شب ژنرال‌ها                                                            | |
| ۱۹۶۸          | باربارلا                                                              | |
| ۱۹۶۸          | وحشی سواران                                                           | |
| ۱۹۶۸          | 5 Card Stud                                                           | |
| ۱۹۶۸          | تعمیرکار                                                              | |
| ۱۹۶۸          | ایزادورا                                                              | |
| ۱۹۶۹          | دریانورد استثنایی                                                     | |
| ۱۹۶۹          | توپاز                                                                 | |
| ۱۹۶۹          | غروب خدایان                                                           | |
| ۱۹۷۰          | تنها بازی در شهر                                                      | |
| ۱۹۷۰          | ال کندور                                                              | |
| ۱۹۷۰          | دختر رایان                                                            | |
| ۱۹۷۱          | سوئیت پلازا                                                           | |
| ۱۹۷۱          | آفتاب سرخ                                                             | |
| ۱۹۷۲          | پاپ ژوان (فیلم ۱۹۷۲)                                                  | |
| ۱۹۷۲          | زندگی و روزگار قاضی روی بین                                           | نامزدی - جایزه اسکار بهترین ترانه ("Marmalade, Molasses & Honey")                                                   |
| ۱۹۷۲          | اثر پرتوهای گاما بر روی گل‌های همیشه‌بهار ساکنین کره ماه (فیلم)         | |
| ۱۹۷۳          | چهارشنبه خاکستر                                                       | |
| ۱۹۷۳          | مأمور مکینتاش                                                         | |
| ۱۹۷۴          | The Island at the Top of the World                                    | |
| ۱۹۷۴          | آرزوهای بزرگ                                                          | |
| ۱۹۷۵          | مردی که می‌خواست سلطان باشد                                            | نامزدی - جایزه گلدن گلوب بهترین موسیقی                                                                              |
| ۱۹۷۵          | مندینگو                                                               | |
| ۱۹۷۵          | Posse                                                                 | |
| ۱۹۷۶          | بر سر شیطان فریاد بکش                                                 | |
| ۱۹۷۶          | آخرین قانون                                                           | |
| ۱۹۷۷          | محمد رسول‌الله                                                         | نامزدی - جایزه اسکار بهترین موسیقی فیلم                                                                             |
| ۱۹۷۷          | عیسی ناصری                                                            | |
| ۱۹۷۷          | شاهزاده و گدا (فیلم ۱۹۷۷)                                             | |
| ۱۹۷۷          | به پیش یا بمیر                                                        | |
| ۱۹۷۹          | The Magician of Lublin                                                | |
| ۱۹۷۹          | طبل حلبی                                                              | |
| ۱۹۷۹          | کشته‌های زمستان                                                        | |
| ۱۹۸۰          | آخرین پرواز کشتی نوح                                                  | |
| ۱۹۸۰          | The Black Marble                                                      | |
| ۱۹۸۰          | شوگون                                                                 | |
| ۱۹۸۰          | رستاخیز                                                               | |
| ۱۹۸۱          | عمر مختار                                                             | |
| ۱۹۸۱          | دایره فریب                                                            | |
| ۱۹۸۱          | شیپور خاموشی (فیلم)                                                   | |
| ۱۹۸۲          | فایرفاکس                                                              | |
| ۱۹۸۲          | دکترهای جوان عاشق                                                     | |
| ۱۹۸۲          | سال زندگی خطرناک                                                      | |
| ۱۹۸۴          | گذرگاهی به هند                                                        | جایزه اسکار بهترین موسیقی فیلم جایزه گلدن گلوب بهترین موسیقی                                                        |
| ۱۹۸۴          | چشم‌انداز (فیلم ۱۹۸۴)                                                  | |
| ۱۹۸۴          | فوق سری!                                                              | |
| ۱۹۸۵          | شاهد                                                                  | نامزدی - جایزه اسکار بهترین موسیقی فیلم نامزدی - جایزه گلدن گلوب بهترین موسیقی                                      |
| ۱۹۸۵          | مکس دیوانه: فراتر از طوفان                                            | |
| ۱۹۸۵          | Enemy Mine                                                            | |
| ۱۹۸۶          | ساحل پشه                                                              | جایزه گلدن گلوب بهترین موسیقی                                                                                       |
| ۱۹۸۶          | Tai-Pan                                                               | |
| ۱۹۸۶          | Solarbabies                                                           | |
| ۱۹۸۷          | هیچ راهی وجود ندارد (فیلم ۱۹۸۷)                                       | |
| ۱۹۸۷          | جذابیت مرگبار                                                         | |
| ۱۹۸۷          | گابی: یک داستان واقعی                                                 | |
| ۱۹۸۷          | جولیا و جولیا                                                         | |
| ۱۹۸۸          |                                                                       | |
| گوریل‌ها در مه | جایزه گلدن گلوب بهترین موسیقی نامزدی - جایزه اسکار بهترین موسیقی فیلم | |
| ۱۹۸۹          | یحتمل                                                                 | |
| ۱۹۸۹          | انجمن شاعران مرده                                                     | جایزه بفتای بهترین موسیقی فیلم                                                                                      |
| ۱۹۸۹          | Prancer                                                               | |
| ۱۹۹۰          | روح                                                                   | نامزدی - جایزه اسکار بهترین موسیقی فیلم                                                                             |
| ۱۹۹۰          | نردبان یعقوب                                                          | |
| ۱۹۹۰          | Almost an Angel                                                       | |
| ۱۹۹۰          | Solar Crisis                                                          | |
| ۱۹۹۱          | Only the Lonely                                                       | |
| ۱۹۹۱          | شور درونی                                                             | |
| ۱۹۹۲          | روابط مدرسه                                                           | |
| ۱۹۹۳          | بی‌باک                                                                 | |
| ۱۹۹۳          | آقای جونز (فیلم ۱۹۹۳)                                                 | |
| ۱۹۹۴          | رود وحشی (فیلم ۱۹۹۴)                                                  | Unused music for the main title sequence, ژار توسط جری گلدسمیت جایگزین شد                                           |
| ۱۹۹۵          | راه رفتن روی ابرها                                                    | جایزه گلدن گلوب بهترین موسیقی                                                                                       |
| ۱۹۹۶          | شکارچی آفتاب                                                          | |
| ۱۹۹۹          | نور سفید                                                              | نامزدی - جایزه گلدن گلوب بهترین موسیقی                                                                              |
| ۲۰۰۰          | خواب آفریقا رو دیدم                                                   | |
| ۲۰۰۱          | Uprising                                                              | Television film |